# باشگاه فوتبال ردینگ
باشگاه فوتبال ردینگ (به انگلیسی: .Reading F.C) باشگاه فوتبال انگلیسی است که در شهر ردینگ قرار دارد.
این باشگاه در سال ۱۸۷۱ بنیان‌گذاری شده‌است.

## بازیکنان برجسته
- سعید عزت الهی